# Clinton (Maryland)
Clinton – jednostka osadnicza w Stanach Zjednoczonych, w stanie Maryland, w hrabstwie Prince George’s.
Z Clinton pochodzi Lindsay Allen, amerykańska koszykarka.